# هرسین (سروآباد)
هرسین (به کردی: هه‌رسین) یک روستا در ایران است که در دهستان بیساران در شهرستان سروآباد استان کردستان واقع شده‌است. هرسین در کل ۱۷۰۰ نفر جمعیت دارد که ۳۰۰نفر ساکن روستا و مابقی خارج از روستا زندگی می کنند،که از افراد شاخص این منطقه می توان به میلاد سبحانی فعال تشکلات دانشجویی و نخبه فرهنگی_اجتماعی کردستان اشاره کرد